# Оскар фон Сюдов
Оскар Фредрік фон Сюдов (швед. Oscar von Sydow; 12 липня 1873 — 19 серпня 1936) — шведський політик. Займав посаду прем'єр-міністра Швеції від 23 лютого 1921 року по 13 жовтня 1921 року. Фон Сюдов є найвідомішим за введення закону, який скасували смертну кару в Швеції.